# Berenice III
Cleopatra Berenìce Tea Filopàtore (in greco antico: Κλεοπάτρα Βερενίκη Θεὰ Φιλοπάτωρ?, Kleopàtra Berenìkē Theà Philopàtōr; in egizio: birnikt, birniket; 120 a.C. circa – giugno 80 a.C.), conosciuta fino al 101 a.C. semplicemente come Berenice (Berenice III nella storiografia moderna, per distinguerla dalle omonime antenate) e fino all'80 a.C. come Cleopatra Berenice, è stata una regina egizia appartenente al periodo tolemaico.

## Biografia

### Origini familiari

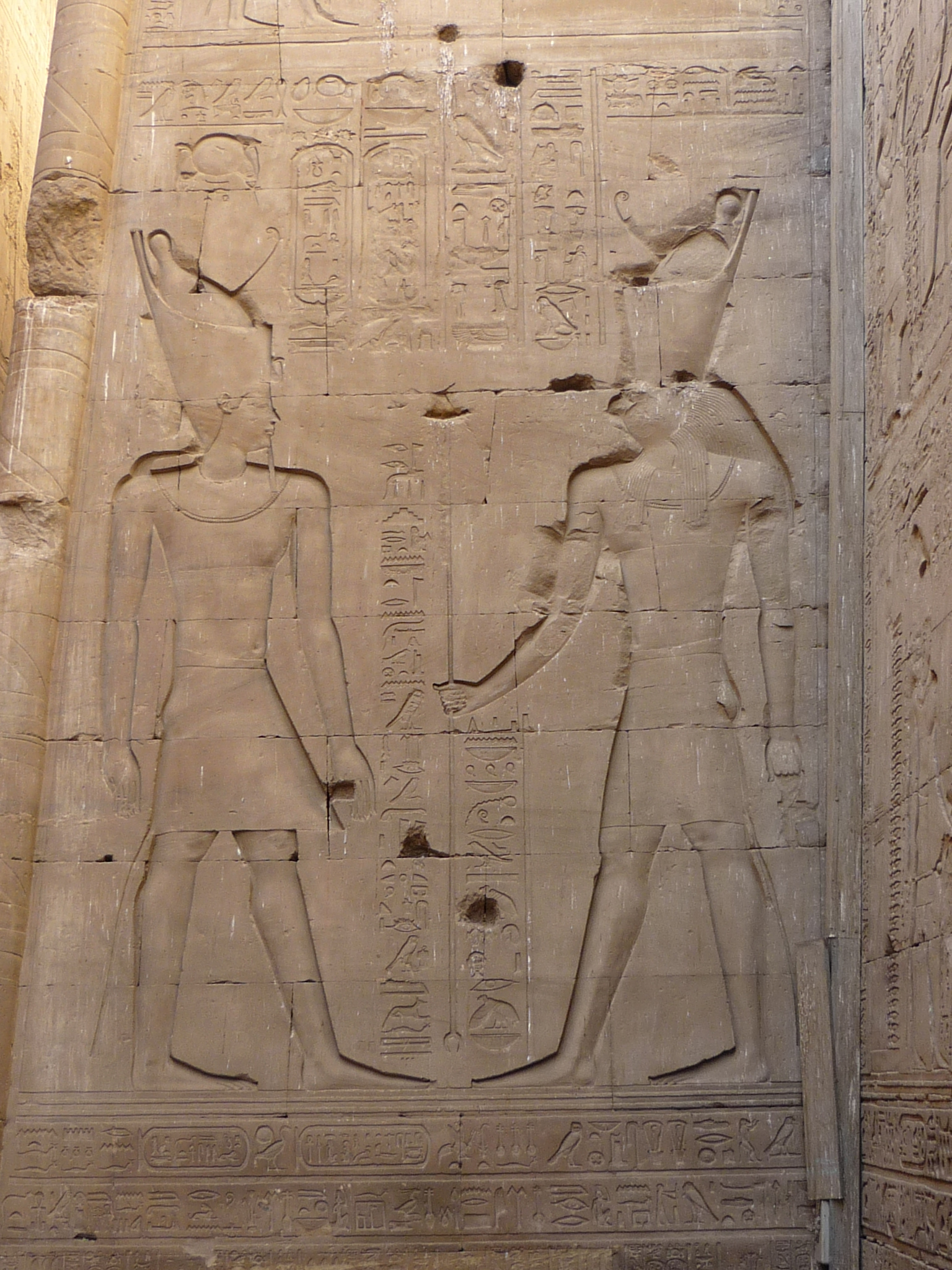
Raffigurazione di Tolomeo IX, padre di Berenice III, e Horus (Tempio di Horus, Edfu)

Berenice III era figlia di Tolomeo IX Sotere II Latiro e della seconda moglie, Cleopatra Selene. Era un membro della dinastia ellenistica dei Lagidi e discendeva quindi da Tolomeo I Sotere, uno dei diadochi di Alessandro Magno. Era la sorella di Tolomeo XII Aulete e di Tolomeo di Cipro; i suoi nonni (sia paterni che materni, poiché i genitori erano fratelli) erano Tolomeo VIII Evergete II Fiscone e Cleopatra III, quindi i suoi zii erano Cleopatra Trifena, Cleopatra IV, Tolomeo X Alessandro e Tolomeo Apione, mentre Tolomeo XI Alessandro II era suo fratellastro.

### Giovinezza, matrimoni e regno
Nel 107 a.C. il padre di Berenice, Tolomeo IX Sotere, fu cacciato da Alessandria d'Egitto e prese il suo posto il fratello minore, Tolomeo X Alessandro, in co-reggenza con la madre dei due, Cleopatra III. Nel 101 a.C., alla morte della madre, Tolomeo X sposò Berenice, che assunse quindi anche il nome dinastico di Cleopatra; da questa unione nacque almeno una figlia, di cui però non si conosce il nome. Tolomeo X aveva già avuto un figlio, chiamato anche lui Tolomeo Alessandro, da una relazione sconosciuta. All'inizio dell'88 a.C. Tolomeo X fu cacciato dagli alessandrini e fuggì in Asia minore con Cleopatra Berenice e la figlia; da lì cercò di riconquistare il trono ma morì in battaglia a marzo e Tolomeo IX, il padre di Berenice, tornò a essere faraone. Cleopatra Berenice tornò quindi in Egitto e venne associata al trono dal padre.
A marzo dell'80 a.C. Tolomeo IX morì, lasciando il trono a Cleopatra Berenice, la sua unica figlia legittima; assunse allora il nome aggiuntivo di Tea Filopatore, in onore del padre. L'esperienza di una regina da sola sul trono incontrò molte opposizioni e solamente dopo pochi mesi, a giugno, Cleopatra Berenice fu costretta a sposare il cugino Tolomeo Alessandro (figlio del precedente marito), anche su pressione del dittatore romano Lucio Cornelio Silla, del quale Alessandro era un protetto. Solamente dopo 18 o 19 giorni di matrimonio, però, Tolomeo Alessandro fece uccidere Cleopatra Berenice per regnare da solo; questo fatto fece scatenare una rivolta popolare ad Alessandria, dove Berenice era molto amata, e Alessandro fu subito sostituito da Tolomeo XII Aulete, figlio naturale del padre di Berenice e quindi suo fratellastro.

## Titolatura
Secondo la titolatura reale egizia, Berenice III ebbe diversi nomi:
- nome Horo: non attestato;
- nome Nebty (o delle Due Signore): non attestato;
- nome Horo d'Oro: non attestato;
- nome del Trono: non attestato;
- nome personale (nomen di nascita): iry-pꜥtt wr(t)-ḥsw(t) birnikt (iry-patet, wer(et)-hesu(t), birniket), "la principessa ereditaria che è grande di lode, Berenice".[12]

## Berenice III nella cultura
Cleopatra Berenice è la protagonista del libretto del 1709 Berenice, regina d'Egitto di Antonio Salvi: questo fu inscenato per la prima volta il 29 settembre di quell'anno nel teatro della villa medicea di Pratolino con musiche di Giacomo Antonio Perti e nel 1737 fu la base dell'opera di Georg Friedrich Händel Berenice, messa in scena per la prima volta il 18 maggio 1737 alla Royal Opera House di Londra.

## Ascendenza
|                  |           |              | Genitori    |  |  | Nonni |  |  | Bisnonni  |  |  | Trisnonni  |  |
|                  |           |              |             |  |  |       |  |  | Tolomeo V |  |  | Tolomeo IV |  |
|                  |           |              |             |  |  |       |  |  | Tolomeo V |  |  | Tolomeo IV |  |
|                  |           | Arsinoe III  |             |  |  |       |  |  | Tolomeo V |  |  |            |  |
| Tolomeo VIII     |           |              |             |  |  |       |  |  | Tolomeo V |  |  |            |  |
|                  |           | Cleopatra I  | Antioco III |  |  |       |  |  |           |  |  |            |  |
|                  |           | Cleopatra I  | Antioco III |  |  |       |  |  |           |  |  |            |  |
|                  |           | Cleopatra I  | Laodice III |  |  |       |  |  |           |  |  |            |  |
| Tolomeo IX       |           | Cleopatra I  |             |  |  |       |  |  |           |  |  |            |  |
|                  |           | Tolomeo VI   | Tolomeo V   |  |  |       |  |  |           |  |  |            |  |
|                  |           | Tolomeo VI   | Tolomeo V   |  |  |       |  |  |           |  |  |            |  |
|                  |           | Tolomeo VI   | Arsinoe III |  |  |       |  |  |           |  |  |            |  |
| Cleopatra III    |           | Tolomeo VI   |             |  |  |       |  |  |           |  |  |            |  |
|                  |           | Cleopatra II | Tolomeo V   |  |  |       |  |  |           |  |  |            |  |
|                  |           | Cleopatra II | Tolomeo V   |  |  |       |  |  |           |  |  |            |  |
|                  |           | Cleopatra II | Cleopatra I |  |  |       |  |  |           |  |  |            |  |
| Berenice III     |           | Cleopatra II |             |  |  |       |  |  |           |  |  |            |  |
|                  | Tolomeo V | Tolomeo IV   |             |  |  |       |  |  |           |  |  |            |  |
|                  | Tolomeo V | Tolomeo IV   |             |  |  |       |  |  |           |  |  |            |  |
|                  | Tolomeo V | Arsinoe III  |             |  |  |       |  |  |           |  |  |            |  |
| Tolomeo VIII     | Tolomeo V |              |             |  |  |       |  |  |           |  |  |            |  |
|                  |           | Cleopatra I  | Antioco III |  |  |       |  |  |           |  |  |            |  |
|                  |           | Cleopatra I  | Antioco III |  |  |       |  |  |           |  |  |            |  |
|                  |           | Cleopatra I  | Laodice III |  |  |       |  |  |           |  |  |            |  |
| Cleopatra Selene |           | Cleopatra I  |             |  |  |       |  |  |           |  |  |            |  |
|                  |           | Tolomeo VI   | Tolomeo V   |  |  |       |  |  |           |  |  |            |  |
|                  |           | Tolomeo VI   | Tolomeo V   |  |  |       |  |  |           |  |  |            |  |
|                  |           | Tolomeo VI   | Arsinoe III |  |  |       |  |  |           |  |  |            |  |
| Cleopatra III    |           | Tolomeo VI   |             |  |  |       |  |  |           |  |  |            |  |
|                  |           | Cleopatra II | Tolomeo V   |  |  |       |  |  |           |  |  |            |  |
|                  |           | Cleopatra II | Tolomeo V   |  |  |       |  |  |           |  |  |            |  |
|                  |           | Cleopatra II | Cleopatra I |  |  |       |  |  |           |  |  |            |  |
|                  |           | Cleopatra II |             |  |  |       |  |  |           |  |  |            |  |